# Nus de vuit
El nus de vuit, també conegut com a nus doble, de Lasca o Savoia, és un nus simple de corda que es caracteritza per la seva forma de vuit, la qual li dona el nom. Es tracta d'un nus molt senzill que és capaç de suportar una considerable pressió  i a la vegada es pot desfer fàcilment, tot i que el cap estigui mullat i tibat.
La funció principal del nus de vuit és actuar com a topall, evitant que una corda es descordi o es desfaci, marcar els caps de les cordes, reforçar altres nusos quan un mig nus no és suficient i unir diferents elements.

## Principals funcionalitats

### Nus de vuit de mariners
Per una banda, és utilitzat com a nus mariner. En les embarcacions, el nus de vuit permet rematar un xicot (corda) perquè no es descotxi quan surt d'una corriola, guia, grilló (argolla) o qualsevol altre element similar. En un vaixell és molt usat per fer el nus final d'escota de les veles de l'embarcació, la vela major  i al floc.

### Nus de vuit d'escalada
El nus de vuit, també és molt adequat per a autoassegurar-se, unir la corda d'escalada a l'arnès i fer passamans. Fent que l'activitat d'escalada es pugui realitzar amb seguretat.

## Variants
A més del nus del vuit bàsic, existeixen diverses variants que s'utilitzen en funció de les necessitats específiques, com ara el nus de vuit doble, el nus de Mikey (de conill), el nus de Gibus, el nus d'unió en vuit i el nus en vuit triple. Aquestes variants es dissenyen per a aplicacions particulars, com ara reforçar la seguretat en escalada o millorar la connexió entre diferents elements.

## Com fer el nus
Per fer el nus del vuit, el procés és senzill. Primer, agafa la corda amb la mà dreta i el costat de la corda amb l'esquerra. Després, fes una volta amb la corda sobre ella mateixa (anomenada "duja"). En lloc de passar la corda darrere d'aquesta volta, fes-la passar completament per davant, formant així la forma del número vuit. Aquest mètode crea un nus segur, però que es pot desfer fàcilment quan es necessita i és bastant resistent.